# Biharkeresztes
Biharkeresztes est une ville et une commune du comitat de Hajdú-Bihar en Hongrie.